# Fameck
Fameck település Franciaországban, Moselle megyében. Lakosainak száma 14 759 fő (2022. január 1.). Fameck Florange, Gandrange, Hayange, Ranguevaux, Richemont, Serémange-Erzange, Uckange és Vitry-sur-Orne községekkel határos.

## Népesség
A település népességének változása:
| Lakosok száma | 14 034 | 14 942 | 13 922 | 12 441 | 13 965 | 13 814 | 13 931 | 14 442 | 14 829 | 14 759 |
|               | 1968   | 1982   | 1990   | 2006   | 2013   | 2015   | 2017   | 2019   | 2020   | 2022   |